# Manus-sziget
A Manus-sziget az Admiralitás-szigetek legnagyobb tagja Pápua Új-Guinea északi részében, Manus tartományban. Területe 2100 négyzetkilométer (körülbelül akkora, mint Komárom-Esztergom vármegye), és ezzel Pápua Új-Guinea ötödik legnagyobb szigete. Hossza mintegy 100, szélessége mintegy 30 kilométer. 2011-es népszámlálási adatok szerint népessége 50.321 főre nőtt a 2000-ben regisztrált 43.387 főről.
A szigetet több törzs lakta. Nevét a déli parton élő moanus törzsről kapta.
A szigetet trópusi esőerdőként leírható dzsungel borítja. Legmagasabb pontja a 718 méteres Dremsel hegy a déli part közepe felé. A sziget vulkanikus eredetű, és valószínűleg a késői miocén idején tört a felszínre, 8-10 millió évvel ezelőtt. Anyaga vulkanikus eredetű, illetve korall eredetű mészkő.
A sziget a smaragdzöld csiga (Papuina pulcherrima) otthona, amelynek a házát valamikor elterjedten árulták ékszerként. Ez még ma is folyik, de sokkal kisebb volumenben, mivel a csiga veszélyeztetett faj és az efféle kereskedés sokhelyütt illegális.
Az Amerikai Egyesült Államok és Ausztrália egy közös tengerészeti támaszpontot üzemeltet itt.
Manus tartomány fővárosa, Lorengau a Manus-szigeten fekszik. A tartomány repülőtere a keleti szomszéd Los Negros-szigeten kapott helyet, amelyet híd kapcsol össze Manusszal és a tartományi székhellyel. A helyi lakosok mellé Ausztrália 2001 és 200 közt, illetve 2012-től menedékkérőket telepített le.

## Magyar vonatkozás
Tizenöt évet szolgált a Manus melletti Pitilu-szigeten 1928. február 14-ei megérkezésétől Molnár Mária, a magyar református egyház misszionáriusa. Missziói körzetében nemigen volt férfi, aki ne vett volna részt emberáldozati szertartáson és ne evett volna emberhúst. 1943 március 16-án a japán megszállók az Akikaze nevű torpedórombolón más misszionáriusokkal és hívekkel együtt kegyetlenül kivégezték őket. Pityilun ma is a magyar reformátusok küldte harang hívja istentiszteletre a híveket. A sziget leányiskolája Molnár Mária nevét viseli.

## Fordítás
Ez a szócikk részben vagy egészben  a   Manus Island című angol Wikipédia-szócikk ezen változatának fordításán alapul.  Az eredeti cikk szerkesztőit annak laptörténete sorolja fel. Ez a jelzés csupán a megfogalmazás eredetét és a szerzői jogokat jelzi, nem szolgál a cikkben szereplő információk forrásmegjelöléseként.